# (2610) Tuva
(2610) Tuva est un astéroïde de la ceinture principale. Il a été nommé d'après la république de Touva, un sujet sibérien de la fédération de Russie.

## Description
(2610) Tuva est un astéroïde de la ceinture principale. Il fut découvert le 5 septembre 1978 à Naoutchnyï par Nikolaï Tchernykh. Il présente une orbite caractérisée par un demi-grand axe de 2,16 UA, une excentricité de 0,10 et une inclinaison de 0,7° par rapport à l'écliptique.

## Compléments